# St. Martin (Loinbruck)

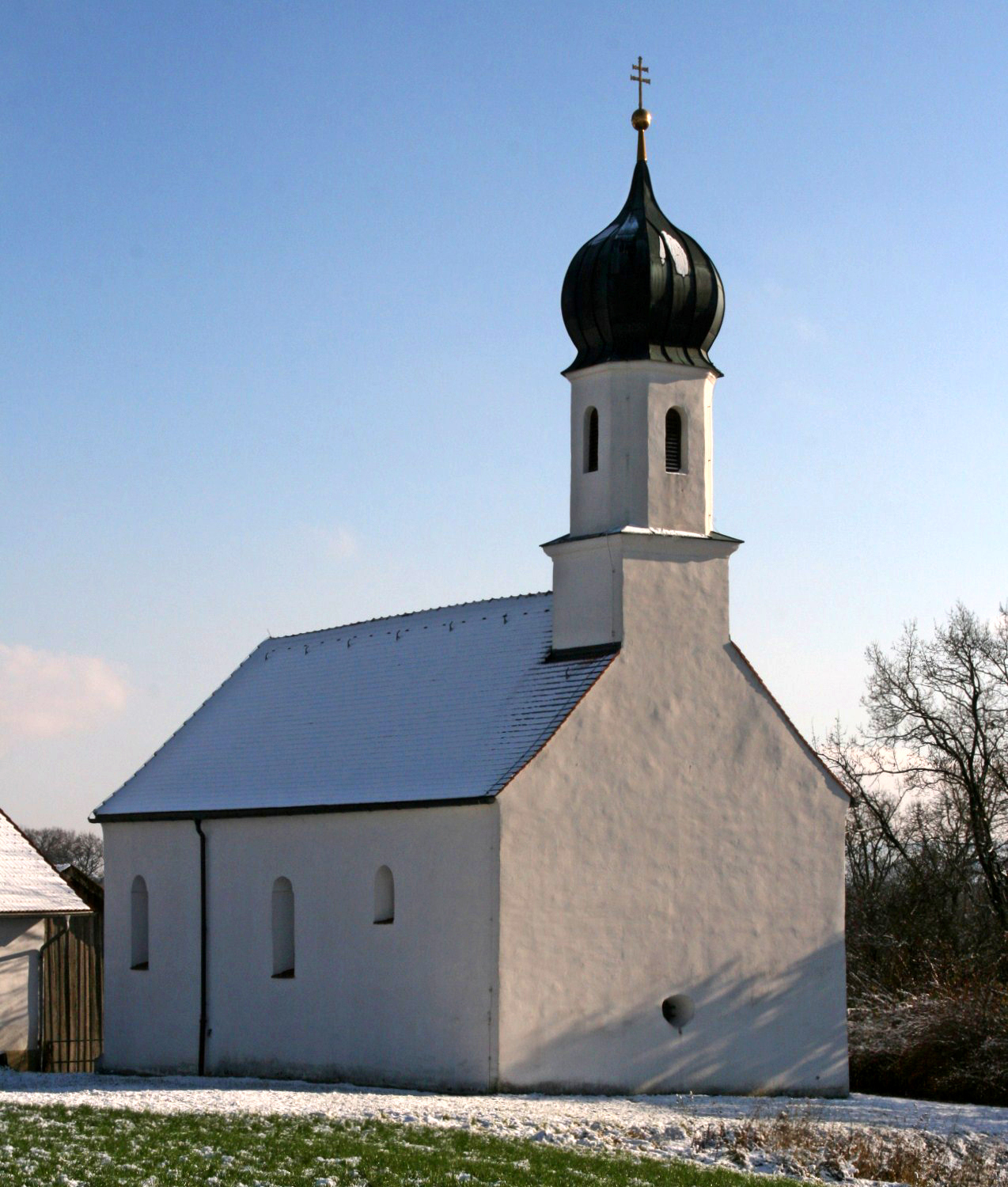
St. Martin in Loinbruck

Die Filialkirche St. Martin ist die römisch-katholische Dorfkirche von Loinbruck, einem Ortsteil der Gemeinde Schwindegg in Oberbayern. Sie ist Teil der Pfarrei St. Jakobus der Ältere - Buchbach. 

## Geschichte
Zum ersten Mal wurde die Kirche im Jahr 788 in der Notitia Arnonis erwähnt. Das heutige Gebäude entstand ursprünglich als romanischer Bau. Im 15. und im 17. Jahrhundert wurde die Kirche verändert.
Während des Dreißigjährigen Kriegs soll die Kirche von Schweden überfallen worden sein, welche die Wertgegenstände, die sich in ihr befanden, stehlen wollten. Der damalige Mesner hat diese zuvor versteckt oder vergraben und verriet nicht, wo sie sich befinden, weshalb er erschlagen wurde. Bis heute erzählt man sich in der Umgebung, dass dabei unter anderem eine wertvolle Monstranz verloren ging.

## Beschreibung
Der Chor ist gotisch und wird gedeckt von einem auf Kragsteinen aufsitzenden Netzgewölbe. Zwei der Kragsteine tragen Schilde. Das Langhaus überspannte ein Tonnengewölbe mit Stichkappen. Nachdem es eingestürzt war, wurde es 1971 durch eine hölzerne Kassettendecke ersetzt. An der Nord- und an der Südseite befinden sich noch zwei kleine romanische Rundbogenfenster. An der Westseite ist ein Dachreiter mit Zwiebelhaube aufgesetzt.
Zur Ausstattung gehört ein einfacher Barockaltar, der 1657 von dem Wasserburger Bildhauer David Zier geschaffen wurde.

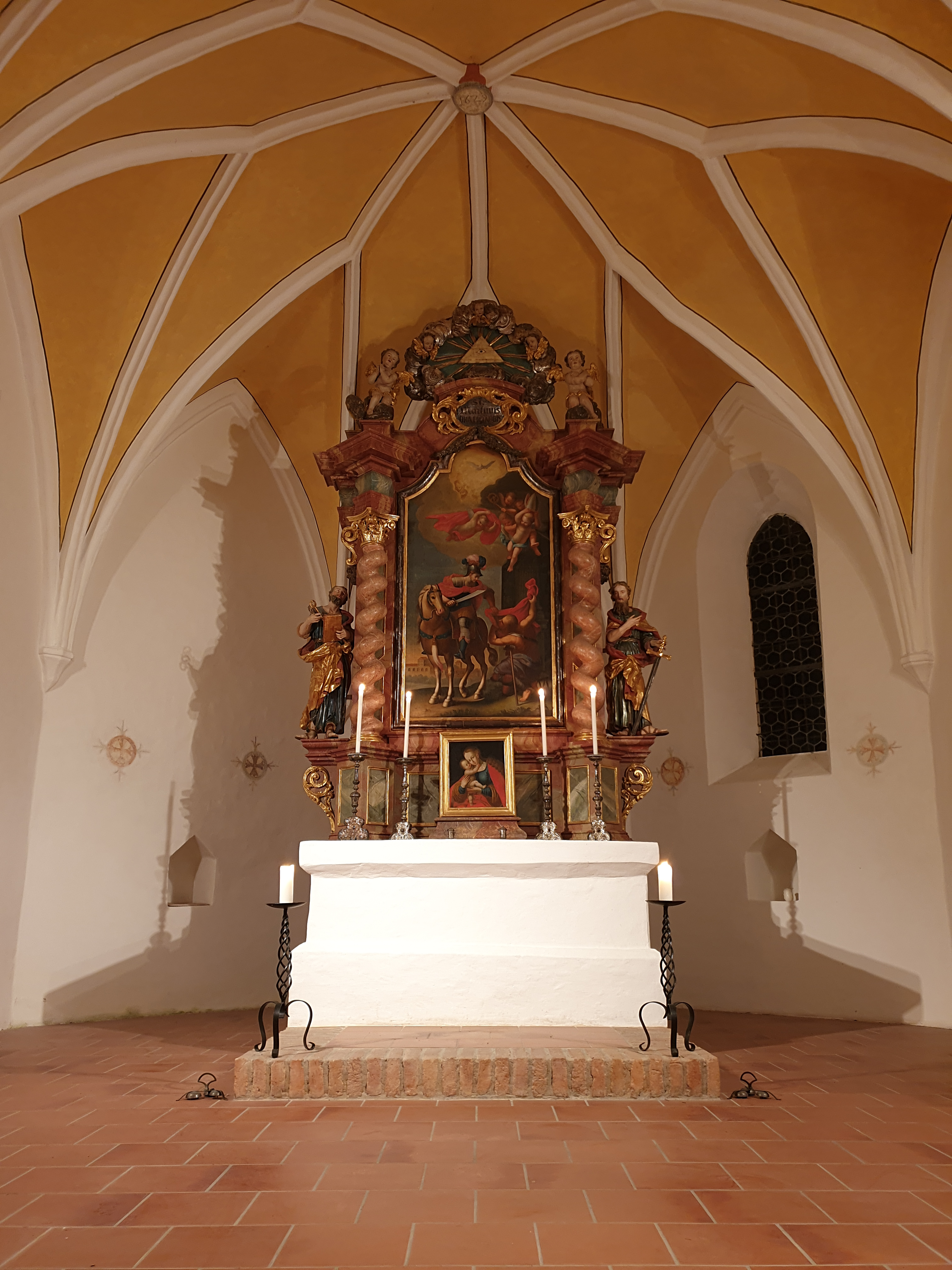
Barocker Hochaltar der Kirche aus dem Jahr 1657 mit den Nebenfiguren Petrus (links) und Paulus (rechts)